# Batura Muztagh
La Batura Muztagh és la serralada més occidental del gran massís del Karakoram, al Pakistan. És l'única del Karakoram situada a l'oest del riu Hunza, a la vall d'Hunza, al districte de Gilgit, a la província de Gilgit-Baltistan, al nord del Pakistan. S'estén des del poble de Chalt, a la Vall de Bar, cap a l'est, fins a Kampir Dior, a la vall de Kurumbar, a l'oest, que separa la Serralada del Pamir i la de l'Hindu Kush del Karakoram.

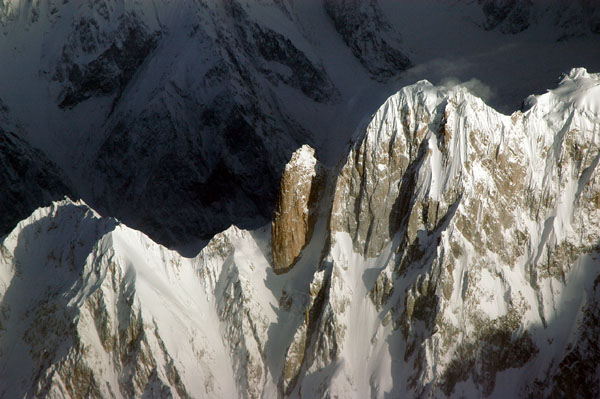
Bublimotin i Hunza Peak, al sud-est de la Batura Muztagh

## Alguns cims de la Batura Muztagh
| Muntanya        | Alçada (metres) | Coordenades                                          | Prominència (metres) | Muntanya pare | Primera ascensió | Ascensions (intents) |
| --------------- | --------------- | ---------------------------------------------------- | -------------------- | ------------- | ---------------- | -------------------- |
| Batura Sar      | 7.795           | 36° 30′ 36″ N, 74° 31′ 27″ E / 36.51000°N,74.52417°E | 3.118                | Distaghil Sar | 1976             | 4 (6)                |
| Shispare        | 7.611           | 36° 26′ 26″ N, 74° 40′ 51″ E / 36.44056°N,74.68083°E | 1.240                | Batura Sar    | 1974             | 3 (1)                |
| Pasu Sar        | 7.476           | 36° 29′ 16″ N, 74° 35′ 16″ E / 36.48778°N,74.58778°E | 645                  | Batura Sar    | 1994             | 1(0)                 |
| Ultar Sar       | 7.388           | 36° 23′ 54″ N, 74° 42′ 32″ E / 36.39833°N,74.70889°E | 700                  | Shispare      | 1996             | 2 (5)                |
| Sangemarmar Sar | 7.000           | 36° 25′ 31″ N, 74° 33′ 38″ E / 36.42528°N,74.56056°E | 1,100                | Pasu Sar      | 1984             | 1 (3)                |
| Bublimotin      | 6.000           | 36° 22′ 12″ N, 74° 39′ 00″ E / 36.37000°N,74.65000°E | <200                 | Hunza Peak    | 1982             | 2 (5)                |